# Liste des évêques et archevêques de Beira
Liste des évêques et archevêques de Beira
(Archidioecesis Beirensis)
L'évêché de Beira est créé le 4 septembre 1940, par détachement de la prélature territoriale du Mozambique.
Il est érigé en archevêché le 4 juin 1984.

## Sont évêques
- 4 septembre 1940-21 avril 1943 : siège vacant
- 21 avril 1943-† 25 janvier 1967 : Sebastião Soares de Resende
- 3 juillet 1967-1er juillet 1971 : Manuel Ferreira Cabral
- 19 février 1972-† 27 février 1973 : Altino Ribeiro de Santana
- 27 février 1973-23 décembre 1974 : siège vacant
- 23 décembre 1974-3 décembre 1976 : Ernesto Gonçalves da Costa
- 3 décembre 1976-4 juin 1984 : Jaime Gonçalves (Jaime Pedro Gonçalves)

## Sont archevêques
- 4 juin 1984-14 janvier 2012 : Jaime Gonçalves (Jaime Pedro Gonçalves), promu archevêque.
- depuis le 14 janvier 2012 : Claudio Dalla Zuanna

## Sources
- L'ANNUAIRE PONTIFICAL, sur le site http://www.catholic-hierarchy.org, à la page